# Berliner Schule (Ägyptologie)
Die Berliner Schule der Ägyptologie bezeichnet eine Gruppe von Forschern, die ab dem Ende des 19. Jahrhunderts in Berlin beziehungsweise in der Folge durch Rufe auch an anderen deutschen Hochschulorten wirkten. Begründet wurde sie von Adolf Erman, ab 1884 Nachfolger von  Karl Richard Lepsius auf dem Lehrstuhl der Berliner Friedrich-Wilhelms-Universität. Als Vertreter gelten ferner die Schüler Ermans wie Kurt Sethe und Hermann Grapow.
Durch die intensive Arbeit der Berliner Schule war Berlin bis ins 20. Jahrhundert hinein das unbestrittene Zentrum der deutschen Ägyptologie. Hier studierten die später bekannten Ägyptologen Edouard Naville, James Henry Breasted und Alan H. Gardiner. Die dort zusammengetragene Sammlung ist bis heute die größte Deutschlands. Die wichtigste Leistung der Grammatiker der Berliner Schule ist die Erarbeitung des Wörterbuchs der Ägyptischen Sprache. Mit Personen wie Rudolf Anthes wurde die Berliner Schule auch über Deutschland hinaus verbreitet.
Das Berliner Wörterbuch war die Basis für den Thesaurus Linguae Aegyptiae (TLA), ein Online-Wörterbuch und Textkorpus der ägyptischen Sprache, das von der Berlin-Brandenburgischen Akademie der Wissenschaften (BBAW) in Berlin entwickelt wurde. Es handelt sich um die weltweit größte elektronische Sammlung lemmatisierter ägyptischer Texte, die aus hieroglyphischen, hieratischen und demotischen Schriftzeugnissen transliteriert wurden.